# Colle Santa Lucia
Colle Santa Lucia (velenceiül Col Santa Lusia) település Olaszországban, Veneto régióban, Belluno megyében. Lakosainak száma 343 fő (2023. január 1.). Colle Santa Lucia Alleghe, Cortina d’Ampezzo, Livinallongo del Col di Lana, Rocca Pietore, San Vito di Cadore és Selva di Cadore községekkel határos.

## Népesség
A település lakossága az elmúlt években az alábbi módon változott:
| Lakosok száma | 366  | 357  | 343  |
|               | 2017 | 2018 | 2023 |